# Füllstein

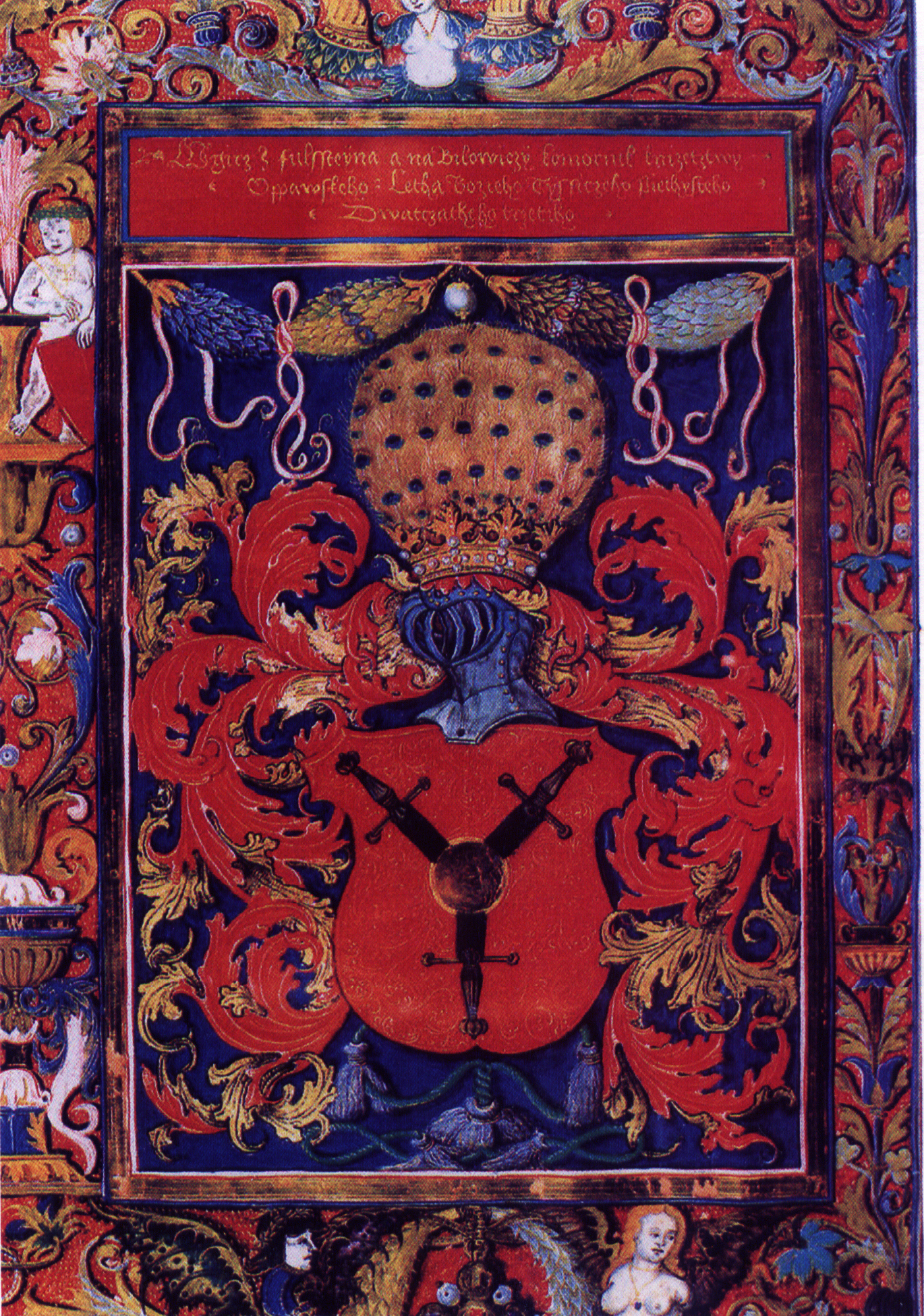
Wappen des Hojer von Füllstein

Füllstein (auch Fullstein; tschechisch z Fulštejna; auch Fulštejnové) ist der Name eines mährisch-schlesischen Adelsgeschlechts. Seine Mitglieder entstammten einem niederen Adel aus Fülme im Weserbergland. Sie bekleideten in Mähren u. a. Ämter im Erzbistum Bistum Olmütz und in den Herzogtümern Troppau und Jägerndorf, außerdem siedelte sich ein Zweig der Familie unter dem Nachnamen Herburt im Przemyśler Land des Königreichs Polen an. 

## Stammvater
Stammvater der mährischen Linie der Herren von Füllstein war
- Herbort von Fülme († ~1288). Er gehörte zum Gefolge des Olmützer Bischofs Bruno von Schauenburg, dessen Truchsess er war. 1241 soll er sich an der Schlacht bei Liegnitz beteiligt haben. 1252 verteidigte er die nordmährische Gegend von Hotzenplotz beim Einfall des Oppelner Herzogs Wladislaus I. Für seine Verdienste erhielt er um 1255 von Bruno von Schauenburg mehrere Ortschaften im Gebiet von Hotzenplotz, u. a. Roßwald und Gotfriedsdorf (Pořiči), das zunächst in Fulmenstein und später in Füllstein[1] umbenannt wurde. Das von ihm dort errichtete Schloss Füllstein wurde zum Stammsitz der mährischen Linie. 1278 soll er bei der Schlacht auf dem Marchfeld gekämpft haben, bei der König Ottokar II. Přemysl den Tod fand.

## Nebenlinien

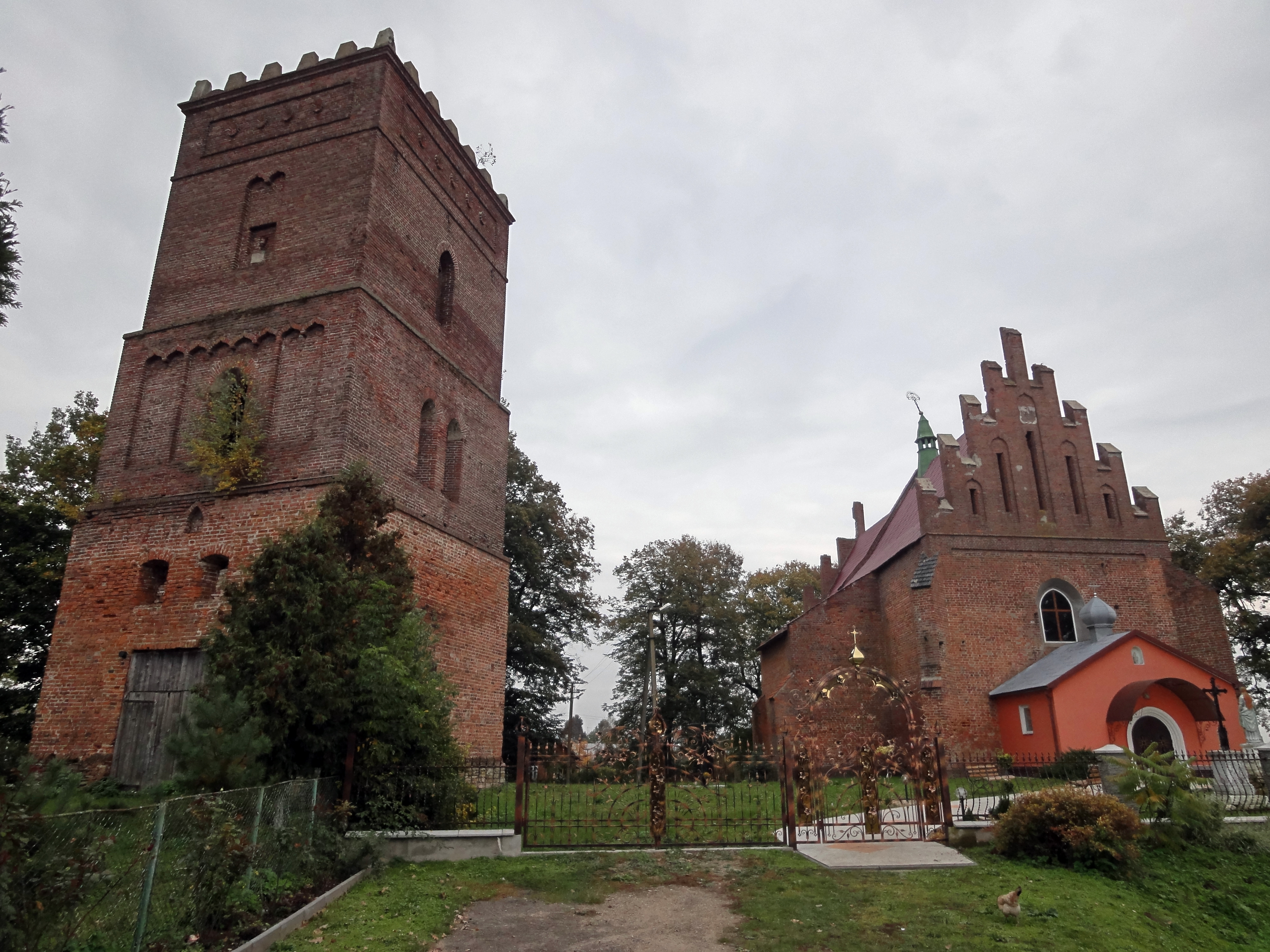
Ehema. Schlosskirche St. Martin in Felsztyn, heute Skeliwka, Ukraine

Die Herren von Füllstein verzweigten sich u. a. in die Nebenlinien
- Füllstein auf Kranowitz (Fulštejn z Křenovic)
- Füllstein auf Bladen (Fulštejn z Vladěnína)[2]
- Füllstein auf Wagstadtl (Fulštejn z Bílovce)
- Sup von Füllstein (Sup z Fulštejna)
- Polnische Kastellane von Füllstein auf Fulsztyn/Felsztyn in Galizien, heute Skeliwka in der Ukraine

## Persönlichkeiten (Auswahl)
- Johannes von Füllstein auf Kranowitz, Sohn des Herbort von Fülme. Dessen Bruder:
- Eckerich (Ekrik, Ekkerich), 1268 Vogt von Neisse, dessen Sohn:
  - Johann Eckerich, 1296–1316 Kanoniker in Breslau
- Albrecht von Krenowitz († 1353 oder später), Burggraf von Glatz sowie Hauptmann und Pfandinhaber des Glatzer Landes.
- Hojer (Ojíř) von Füllstein († 1543) auf Geppersdorf, Sohn des Wenzel von Füllstein auf Bladen, Oberstkämmerer des Herzogtums Troppau.
- Nikolaus von Füllstein auf Bladen, 1461 Landeshauptmann von Jägerndorf und Troppau[3]
- Wenzel von Füllstein auf Wagstadtl, 1558 Landeshauptmann von Jägerndorf und Troppau
- Heinrich von Füllstein, 1505–1538 Weihbischof von Breslau

## Besitzungen (Auswahl)
- Bladen
- Füllstein
- Geppersdorf
- Großherrlitz
- Großseelowitz
- Hrabin
- Kieferstädtel, 1497–1519 im Besitz des Friedrich Herborth von Füllstein
- Kranowitz, erhielt 1265 von Herbort von Füllstein das Stadtrecht
- Olbersdorf (1503–1623)
- Roßwald
- Thröm
- Ungarschitz, das sie 1312 dem Zisterzienserinnenkloster Oslawan schenkten.[4]
- Wagstadtl (1464–~1560)